# Millerův–Ureyův experiment

Schéma experimentu

Millerův–Ureyův experiment nebo pouze Millerův experiment byl experiment, který se snažil navodit podmínky, které měla Země zhruba před 3,5 miliardami let, a zkoumat možnost vzniku života chemickými procesy. Konkrétně testoval hypotézu Alexandra Oparina a J. B. S. Haldaneho, která navrhovala postupný vznik života z anorganických látek chemickými reakcemi. Byl proveden v roce 1952 a publikován roku 1953 Stanleyem Millerem a Haroldem Ureyem pracujícími na Chicagské univerzitě.

## Pozdější zkoumání
Po smrti Stanleyho Millera v roce 2007 vědci zkoumali ampulky se vzorky z původního experimentu a našli v nich více než 20 různých aminokyselin. To je podstatně více, než Miller publikoval, a také více než 20 přirozeně se vyskytujících aminokyselin. Navíc některé důkazy naznačují, že původní atmosféra Země měla jiné složení než plyn použitý v Millerově–Ureyově experimentu. Existují důkazy, že před 4 miliardami let na Zemi probíhaly silné sopečné erupce, které do ovzduší uvolnily oxid uhličitý (CO2), dusík, sulfan (H2S) a oxid siřičitý (SO2). Experimenty používající navíc tyto plyny přinesly jiné výsledky.

## Experiment
V experimentu byly použity voda (H2O), methan (CH4), amoniak (NH3) a vodík (H2). Tyto chemikálie byly uzavřeny do řady sterilních skleněných trubiček a baněk, které byly spojeny ve smyčku. Jedna baňka byla z půlky naplněná kapalnou vodou a v druhé byla dvojice elektrod. Voda byla nejprve zahřáta, aby se vypařila. Mezi elektrodami pak přeskakovaly jiskry, které simulovaly blesky procházející atmosférou a vodní párou. Ovšem podle dnešních poznatků nelze takovou aktivitu blesků v minulosti předpokládat. Nakonec se atmosféra zchladila, aby voda kondenzovala a dostala se znovu do první baňky. Tím se kruh uzavřel a proces pak probíhal stále dokola.
Po jednom týdnu trvání experimentu Miller a Urey pozorovali, že 10–15 % uhlíku se přeměnilo v organické sloučeniny. Ze dvou procent se staly aminokyseliny, z kterých se vytvářejí bílkoviny v živých buňkách, s tím, že nejhojnější aminokyselinou byl glycin. Vznikly i sacharidy. Nevytvořily se žádné nukleové kyseliny, ale vzniklo všech 20 běžných aminokyselin.

## Chemické procesy během experimentu
Jednokroková reakce přítomných chemikálií může vytvořit kyselinu kyanovodíkovou (HCN), formaldehyd (HCHO), a další sloučeniny (např. ethyn nebo kyanoacetylen):
CO2 → CO + [O] (atomární kyslík)
CH4 + 2 [O] → HCHO + H2O
CO + NH3 → HCN + H2O
CH4 + NH3 → HCN + H2
Formaldehyd, amoniak a kyanovodík spolu poté reagují a vytvářejí aminokyseliny a jiné biomolekuly:
HCHO + HCN + NH3 → NH2-CH2-CN + H2O
NH2-CH2-CN + 2 H2O → NH3 + NH2-CH2-COOH (glycin)
Voda a formaldehyd spolu navíc mohou reagovat (Butlerova reakce) a vytvořit různé sacharidy (např. ribózu).

## Jiné experimenty
Tento experiment inspiroval další vědce. V roce 1961 Joan Oró objevil, že z kyanovodíku (HCN) a amoniaku může ve vodě vzniknout adenin, stavební báze nukleotidů. V experimentu se mu podařilo vytvořit adenin, jehož molekula se skládá z pěti molekul HCN. V těchto podmínkách také z HCN a amoniaku vznikne mnoho aminokyselin.
Pozdější experimenty Jeffreyho Bady ze Scrippsova institutu oceánografie byly podobné tomu původnímu, ale zjistil, že v současném modelu atmosféry mladé Země tvoří oxid uhličitý (CO2) a dusík (N2) dusitany, které aminokyselinu hned po jejím vzniku zničí. Nicméně mladá Země mohla obsahovat značné množství železa a uhlíkatých minerálů, které jsou schopny neutralizovat efekty dusitanů. Když Bada zopakoval experiment s železem a uhlíkatými minerály, vzniklo několik aminokyselin. To naznačuje, že původ nezanedbatelného množství aminokyselin mohl nastat, i když v zemské atmosféře byly oxid uhličitý a dusík.

## Atmosféra mladé Země
Výše uvedené experimenty naznačují, že před 4 miliardami let procházela Země obdobím silných sopečných erupcí, které do atmosféry vypouštěly oxid uhličitý, dusík, sulfan a oxid siřičitý. Tyto prvky Miller s Ureyem v původním experimentu nepoužili. Z experimentů, ve kterých se s těmito plyny počítalo, vzešly rozmanitější molekuly. Vytvořila se při nich racemická směs, která obsahovala L i D enantiomery ve stejném poměru. V přírodě se ale L aminokyseliny vyskytují častěji; pozdější experimenty ukázaly, že lze dosáhnout i odlišného poměru L a D enantiomerů.
Podobné podmínky, jako použili Miller a Urey, se nacházejí v různých oblastech sluneční soustavy. Murchisonský meteorit, který v roce 1969 dopadl do jižní Austrálie, obsahoval více než 90 různých aminokyselin, z čehož devatenáct se nachází také v živých organismech na Zemi. Byly v něm také objeveny stopy po drobných zrnech materiálu („kosmického prachu“), který je starší než celá Sluneční soustava (stáří tohoto materiálu vzniklého explozemi dávných hvězd je odhadováno přibližně na 7 miliard let). Předpokládá se, že na kometách a některých dalších tělesech se vyskytují velká množství složitých uhlíkatých sloučenin (jako např. tholin), které ztmavují jejich povrch. Mladá Země byla často bombardována kometami, které mohly dodávat množství složitých organických sloučenin spolu s vodou. Z této myšlenky vznikla hypotéza panspermie.

## Novější studie
Když v roce 2007 Stanley Miller umřel, jeho student Jeffrey Bada získal vzorky z původního experimentu. Vědci zjistili, že Miller s tehdejšími technologiemi nedokázal zjistit kompletní výsledek svého experimentu.
V roce 2008 skupina vědců zkoumala 11 ampulek z Millerova experimentu z padesátých let. Pomocí kapalinové chromatografie a hmotnostní spektrometrie objevili více organických molekul než on, nejvíce 22 aminokyselin, 5 aminů a mnoho hydroxylovaných molekul.
V následujících letech se jim dařilo izolovat další aminokyseliny, skončili na čísle 25. Profesor Bada odhadl, že přesnější měření by mohla odhalit až o 40 více aminokyselin ve velmi malých koncentracích, ale vědci se zkoumáním přestali.